# Charles Cripps
Charles Alfred Cripps (ur. 3 października 1852, zm. 30 czerwca 1941) – brytyjski polityk, członek Partii Konserwatywnej i Partii Pracy, minister w rządach Ramsaya MacDonalda, zwolennik Ligi Narodów.

## Życiorys
Był trzecim synem Henry’ego Williama Crippsa, adwokata i Radcy Królowej. Wykształcenie odebrał w Winchester College oraz w New College na Uniwersytecie Oksfordzkim. Przez 6 lat był członkiem Stowarzyszenia Kolegium św. Jana. W 1877 r. rozpoczął praktykę adwokacką w Middle Temple. W 1890 r. został Radcą Królowej, a w 1893 r. zasiadł we władzach Middle Temple. W 1895 r. został prokuratorem generalnym księcia Walii Alberta Edwarda. Służył na tym stanowisku także jego następcom - Jerzemu i Edwardowi, do 1914 r. Za swoją służbę dla rodziny królewskiej otrzymał w 1980 r. Krzyż Komandorski Królewskiego Orderu Wiktoriańskiego.
W 1895 r. Cripps został wybrany do Izby Gmin jako konserwatywny deputowany z okręgu Stroud. Był członkiem parlamentarnej komisji ds. Afryki Południowej (komisja zajmowała się wówczas sprawą rajdu Jamesona na terytorium Transwalu). Cripps przegrał wybory w 1900 r., ale powrócił do parlamentu już rok później po wyborach uzupełniających w okręgu Stretford.
Jako gorliwy anglikanin Cripps udzielał się w sprawach kościelnych. W 1900 r. został mianowany wikariuszem generalnym Yorku, a w 1902 r. objął analogiczne stanowisko w Canterbury. W 1906 r. ponownie przegrał wybory parlamentarne. W ławach Izby Gmin zasiadł ponownie w 1910 r. jako reprezentant okręgu Wycombe. W 1914 r. otrzymał tytuł 1. barona Parmoor i zasiadł w Izbie Lordów.
Mimo iż Parmoor nie był sędzią został powołany do Tajnej Rady i Komitetu Sądowego Izby Lordów. Sprzeciwiał się przystąpieniu Wielkiej Brytanii do I wojny światowej. Po wojnie często występował na arenie międzynarodowej. Był założycielem Rady Walki z Głodem. Działał również na rzecz powołania Ligi Narodów. Po utworzeniu w 1920 r. Narodowego Zgromadzenia Kościelnego do zarządzania Kościołem Anglii, Parmoor został wybrany członkiem Izby Świeckiej i został jej pierwszym przewodniczącym.
W 1923 r. Parmoor poparł wyborczy manifest Partii Pracy. Kiedy na początku 1924 r. laburzyści utworzyli swój pierwszy mniejszościowy gabinet premier MacDonald zaproponował Parmoorowi stanowisko Lorda Przewodniczącego Rady, co ten zaakceptował. Razem z lordem Haldane’em kierował również pracami Izby Lordów, co było o tyle trudne, że parowie konserwatywni stanowili większość w Izbie i rząd przegrywał tam każde głosowanie. W tym czasie Parmoor został brytyjskim reprezentantem w Radzie Ligi Narodów oraz w jej Zgromadzeniu.
Po upadku rządu laburzystów pod koniec 1924 r. Parmoor pozostał aktywnym członkiem izby wyższej. Po śmierci Haldane’a w 1928 r. stanął na czele Partii Pracy w Izbie Lordów. W drugim rządzie MacDonalda w latach 1929-1931 był ponownie Lordem Przewodniczącym Rady. Odpowiadał zwłaszcza za sprawy związane z Ligą Narodów. Sprzeciwił się powołaniu rządu narodowego w 1931 r. i wraz z większością Partii Pracy przeszedł do opozycji. Po wyborach parlamentarnych we wrześniu 1931 r. zrezygnował ze stanowiska lidera partii w Izbie Lordów.
Parmoor zmarł w 1941 r. Tytuł barona odziedziczył jego najstarszy syn, Alfred. Drugi z synów barona, Richard Stafford, również został politykiem Partii Pracy i sprawował stanowisko kanclerza skarbu w gabinecie Clementa Attleego.